# Libella Haus
Die Libella-Haus GmbH war deutscher Fertighaushersteller. Seit 2011 ist Libella ein Markenname der Green Building Group.
Libella entwickelte sich ab 1961 aus einem Zimmermannsbetrieb im schwäbischen Ollarzried Landkreis Unterallgäu in Bayern. Es folgen Jahrzehnte der Expansion, und 1994 der Aufbau einer Produktionsstätte in Ziesar, Brandenburg. Ab 1998 gehörte Libella zur Kampa Gruppe. 
Mit der Insolvenz der Kampa AG im Juni 2009 verschwand auch die Tochter Libella Haus und deren Marke Libella.  Die Fertigungsstätte in Ziesar wurde an einen Investor verkauft. 
In Ottobeuren hat Jörg Schreyögg, letzter Geschäftsführer bei Libella, 2009 die SchreyöggBau GmbH gegründet. 2011 wurde die Libella Haus GmbH und die Marke Libella von der Green Building Group GmbH übernommen und neu belebt. Es betreibt eine Fertigungsstätte in Ziesar und ein Kundenzentrum in Freiwalde.

## Gründung und Unternehmensgeschichte
Ernst und Josef Schreyögg gründeten 1961 die Libella Fertighaus GmbH & Co. KG in Ottobeuren. Die einzelnen Hauselemente wurden damals nach Zimmermannstradition gefertigt. 1963 stieg Libella auf die Holztafelbauweise mit vorgefertigten Elementen um. Dafür wurde eine patentrechtlich geschützte pneumatische Fertigungsanlage konstruiert. Zur Errichtung eines SOS-Kinderdorfes in Saigon erhielt Libella 1966 einen Auftrag des Hermann-Gmeiner-Fonds. In Ulm eröffnete Libella das erste Musterhaus 1969. Ab 1971 wurden die Produktionsanlagen modernisiert. Nach zehnmonatiger Bauzeit in Ziesar eine der modernsten Produktionsstätten für Fertighäuser in Betrieb. Dort konnten im 3-Schichten-Betrieb bis zu 850 Häuser pro Jahr gefertigt werden. Das Unternehmen Kampa AG 1998 51 % der Libella Haus GmbH. Ein Jahr später erhöhte Kampa AG auf 76 %. 2003 wurde von Libella das erste 3-Liter-Haus in Serie produziert, was etwa 30 kWh/(m²·a) entsprach und über die Handelsmarke „PLUS“ vertrieben wurde. Mit der Insolvenz der Kampa AG im Juni 2009 verschwand auch die Tochter Libella Haus und deren Marke Libella. Die php - Passivhaus Produktion-Gesellschaft m.b.H. kaufte 2010 vom Kampa-Insolvenzverwalter die den Markenrechten an Libella, nutzte die Marke aber nicht.
2011 wurde die Libella Haus GmbH und die Marke Libella von der Green Building Group GmbH übernommen und neu belebt. Im Frühjahr 2014 verkaufte die GBG das Libella-Werk in Ziesar und die Libella-Markenrechten an private Investoren, die das Unternehmen als Libella-Effizienz Haus GmbH weiter betreiben.